# Nikoleta Jíchová
Nikoleta Jíchová (* 29. srpna 2000 Praha) je česká atletka, jejíž specializací je běh na 400 metrů překážek. Je trojnásobnou mistryní ČR v této disciplíně.

## Vývoj sportovní kariéry
Na ME do 23 let 2021 spolu s Ladou Vondrovou, Barborou Veselou a Barborou Malíkovou zvítězily ve štafetě na 4 × 400 metrů v novém národním rekordu věkové kategorie do 23 let, časem 3:30,11 min.
Mezi dospělými se jí podařilo postoupit do semifinále při premiérové účasti jak na mistrovství Evropy roku 2022, tak na mistrovství světa o rok později.
Na mistrovství Evropy 2024, konaném v Římě, doběhla dne 11. 6. ve finále závodu na 400 metrů překážek na velmi kvalitním 4. místě v čase 54,91 s. Již v semifinále si přitom vytvořila nový osobní rekord časem 54,59 s.

## Osobní rekordy

### Dráha
- běh na 400 metrů překážek – 54,59 s – 10. června 2024, Řím
- běh na 400 metrů – 52,92 s – 15. května 2022, Ostrava

### Hala
- běh na 400 metrů – 52,07 s – 4. února 2025, Ostrava